# Roc della Niera
Roc della Niera (fr. Tête des Toillies) – szczyt w Alpach Kotyjskich, części Alp Zachodnich. Leży na granicy między Włochami (regionie Piemont) a Francją (region Prowansja-Alpy-Lazurowe Wybrzeże). Szczyt można zdobyć drogą z przełęczy Col Agnel (2748 m).